# Urban fest Osijek
Urban fest Osijek (UFO) je glazbeni festival koji se od 2004. godine održava u Osijeku.  

## Povijest festivala
Festival je nastao s ciljem promocije mladih neafirmiranih sastava i DJ-a iz regije. Od 2004. svake godine raste broj izvođača i posjetitelja, te je na prvoj dodjeli nagrade Circoolar za demoizvođače proglašen najboljim festivalom za demoizvođače u Hrvatskoj za 2008./09. godinu. Osim demosastava, na festivalu su nastupali i poznati sastavi kao što su Let 3, Jinx, Elemental, Opća opasnost, Urban & 4, Pips, Chips & Videoclips, Belfast Food i Ramirez od hrvatskih, te Decapitated, Behemoth, Arkona, The Casualties, Six Pack, Električni orgazam, Ajs Nigrutin, Laibach i Rambo Amadeus od stranih.

## Vanjske poveznice
- Službena stranica